# Atmakur
Atmakur es una ciudad censal situada en el distrito de Wanaparthy en el estado de Telangana (India). Su población es de 12297 habitantes (2011).

## Demografía
Según el censo de 2011 la población de Atmakur era de 12297 habitantes, de los cuales 6194 eran hombres y 6103 eran mujeres. Atmakur tiene una tasa media de alfabetización del 72,39%, superior a la media estatal del 67,02%: la alfabetización masculina es del 81,91%, y la alfabetización femenina del 62,82%.